# Ideon Science Park
Ideon Science Park, etableret i 1983, er den første svenske forskerpark beliggende i Lund.
Ideon er i dag, anno 2014, hjemsted for ca. 300 virksomheder, som hovedsagelig beskæftiger sig med IT-, cleantech-, biotek- og medicinalforskning.
Parken ligger i den nordlige del af Lund i tæt tilslutning til Lunds tekniska högskola och Ekonomihögskolan. Ideon består af 10 bygningsenheder, med et samlet areal på 63.000 kvadratmeter.